# Ленґ (Томашовський повіт)
Ленґ (пол. Łęg) — село в Польщі, у гміні Жечиця Томашовського повіту Лодзинського воєводства.
Населення — 137 осіб (2011).
У 1975-1998 роках село належало до Пйотрковського воєводства.

## Демографія
Демографічна структура станом на 31 березня 2011 року:
|          | Загалом | Допрацездатний вік | Працездатний вік | Постпрацездатний вік |
| -------- | ------- | ------------------ | ---------------- | -------------------- |
| Чоловіки | 73      | 14                 | 46               | 13                   |
| Жінки    | 64      | 10                 | 39               | 15                   |
| Разом    | 137     | 24                 | 85               | 28                   |